# 放學後TEA TIME II
《放學後TEA TIME II》（日語：放課後ティータイムII）是放學後TEA TIME於電視動畫《K-ON!!》的劇中歌收錄的專輯。於2010年10月27日由PONY CANYON發行。

## 概要
TBS系電視動畫《K-ON!!》的劇中歌收錄的專輯。
「放課後ティータイム」是『K-ON!』登場的平澤唯、秋山澪、田井中律、琴吹紬和中野梓的樂隊，實際上即是五人的聲優——豐崎愛生、日笠陽子、佐藤聰美、壽美菜子和竹達彩奈。
CD分為2枚構成的。前作的『放學後TEA TIME』是迷你專輯，本作的是音樂專輯。
動畫中將所有原創的劇中曲都標示為「秋山澪作詞、琴吹紬作曲」，而實際上真正負責作曲作詞的另有其人。

## 收錄曲

### Disc-1（StudioMix）
1. いちごパフェが止まらない[3:28]
作詞：稻葉エミ（日语：稻葉エミ）、作曲・編曲：川口進
主唱：平澤唯、伴唱：秋山澪・琴吹紬
第2季第1話曲名登場。
2. ぴゅあぴゅあはーと（純純的心 / Pure Pure Heart）[4:34]
作詞：稻葉エミ、作曲・編曲：前澤寬之
主唱：秋山澪、伴唱：平澤唯
劇中歌單曲『ぴゅあぴゅあはーと』收錄曲。
第2季第7話插入曲。
3. Honey sweet tea time[4:12]
作詞：稻葉エミ、作曲・編曲：bice（日语：bice）[2]
主唱：琴吹紬、伴唱：平澤唯・秋山澪・田井中律・中野梓
第2季第3話曲名登場。
4. 五月雨20ラブ[4:03] 
作詞：稻葉エミ、作曲：田村信二、編曲：小森茂生
主唱：秋山澪、伴唱：平澤唯・琴吹紬
電視動畫版未出現，劇場版首次出現。
5. ごはんはおかず（米飯是配菜）[3:11]
作詞：平澤唯[1]、作曲・編曲：bice[2]
主唱：平澤唯、伴唱：秋山澪
劇中歌單曲『ごはんはおかず/U&I』收錄曲。
第2季第20話插入曲。
6. ときめきシュガー[3:59]
作詞：稻葉エミ、作曲・編曲：前澤寛之
主唱：秋山澪、伴唱：平澤唯・琴吹紬
第2季第7話曲名和歌詞的一部份登場。
7. 冬の日[3:16]
作詞：hotaru（日语：hotaru）、作曲・編曲：Tom-H@ck
主唱：平澤唯、伴唱：秋山澪
第1季番外篇曲名和歌詞的一部份登場。
8. U&I[4:35]
作詞：平澤唯[1]、作曲・編曲：前澤寬之
主唱：平澤唯、伴唱：秋山澪
劇中歌單曲『ごはんはおかず/U&I』收錄曲。
第2季第20話插入曲。
9. 天使にふれたよ!（相遇天使）[4:41]
作詞：稻葉エミ、作曲・編曲：川口進
主唱：平澤唯・秋山澪・田井中律・琴吹紬
第2季最終回（第24話）及劇場版插入曲。
此曲為輕音部四位成員畢業前寫給後輩中野梓的歌曲，於劇場版設定為琴吹紬作曲、輕音部四位成員共同作詞。
10. Interlude（Bonus Track） [1:05]
Instrumental，原曲是「ふわふわ時間」。
11. 放課後ティータイム（Bonus Track） [4:47]
作詞：大森祥子（日语：大森祥子）、作曲：藤末樹（日语：藤末樹）、編曲：小森茂生
主唱：放學後TEA TIME

### Disc-2（Cassette Mix）
1. Introduction [1:05]
演奏開始前的對話
2. ふわふわ時間（#23『放學後!』Mix）[4:30]
作詞：秋山澪[1]、作曲・編曲：前澤寬之
主唱：平澤唯・秋山澪
3. カレーのちライス（#23『放學後!』Mix）[3:37]
作詞：稻葉エミ、作曲・編曲：前澤寬之
主唱：平澤唯、伴唱：秋山澪
4. わたしの恋はホッチキス（#23『放學後!』Mix）[5:40]
作詞：稻葉エミ、作曲：藤末樹、編曲：百石元（日语：百石元）
主唱：平澤唯&秋山澪
5. ふでペン 〜ボールペン〜（#23『放學後!』Mix）[4:25]
作詞：稻葉エミ、作曲・編曲：川口進
主唱：平澤唯・秋山澪
6. ぴゅあぴゅあはーと（#23『放學後!』Mix） [4:45]
主唱：秋山澪、伴唱：平澤唯
7. いちごパフェが止まらない（#23『放學後!』Mix） [4:16]
主唱：平澤唯、伴唱：秋山澪・琴吹紬
8. Honey sweet tea time（#23『放學後!』Mix）[4:44]
主唱：琴吹紬、伴唱：平澤唯・秋山澪・田井中律・中野梓
9. ときめきシュガー（#23『放學後!』Mix）[4:12]
主唱：秋山澪、伴唱：平澤唯
不同於Studio Mix，琴吹紬未參與伴唱。
10. 冬の日（#23『放學後!』Mix） [3:27]
主唱：平澤唯、伴唱：秋山澪
11. 五月雨20ラブ（#23『放學後!』Mix） [4:52]
主唱：秋山澪、伴唱：平澤唯・琴吹紬
12. ごはんはおかず（#23『放學後!』Mix）[3:35]
主唱：平澤唯、伴唱：秋山澪
13. U&I（#23『放學後!』Mix）[5:05]
主唱：平澤唯、伴唱：秋山澪

## 外部連結
- PONY CANYON公式網站内CD情報
- TBS動畫系・K-ON! 公式網站 （页面存档备份，存于）